# Annibale Rucellai

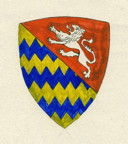
Stemma Rucellai

Annibale Rucellai (Firenze, 12 aprile 1529 – Roma, 28 gennaio 1601) è stato un vescovo cattolico e consigliere papale italiano.

## Biografia
Nacque da Luigi, appartenente alla famiglia patrizia fiorentina dei Rucellai, e da Dianora di Pandolfo Della Casa, sorella di Giovanni Della Casa, a cui fu affidato dopo la morte prematura della madre nel 1536 e che gli indirizzò numerose lettere, alcune delle quali rimaste famose perché alla base dell'opera Galateo overo de' costumi.
Nel 1559 entrò presso la corte di Caterina de' Medici in Francia; assai vicino alla regina, fu suo ambasciatore presso il soglio pontificio nel corso degli anni successivi, ottenendo l'assenso papale alle nozze del giovane re Carlo IX di Francia con Elisabetta d'Asburgo.
In virtù dei servigi prestati alla Corona francese, nel 1569 ottenne il vescovado di Carcassonne.  
Trasferitosi a Roma nel 1588, ricoprì l'incarico di governatore della città (1593-94) e vice cappellano sotto papa Paolo IV. Tra i suoi editti si ricordano quelli contro il banditismo (1590 circa) e soprattutto quello per la salvaguardia degli ebrei del ghetto, che vietava a chiunque di molestare, ingiuriare e arrecare danno alle persone di fede ebraica.
Morì nel 1601.

## Genealogia episcopale
La genealogia episcopale è:
- Cardinale Guillaume d'Estouteville, O.S.B.Clun.
- Papa Sisto IV
- Papa Giulio II
- Cardinale Raffaele Sansone Riario
- Papa Leone X
- Papa Clemente VII
- Cardinale Antonio Sanseverino, O.S.Io.Hieros.
- Cardinale Giovanni Michele Saraceni
- Papa Pio V
- Cardinale Giovanni Francesco Gambara
- Vescovo Annibale Rucellai